# Chahamanes de Naddula
El Chahamanes de Naddula, també coneguts com els Chauhans de Nadol, foren una dinastia índia del clan chauhan dels rajputs. Van governar l'àrea de Marwar al voltant de la seva capital Naddula (moderna Nadol en Rajasthan) entre els segles x i xii. Van pertànyer al clan Chahamana (Chauhan) dels Rajputs.
El Chahamanes de Naddula foren una branca dels Chahamanes de Shakambhari. El seu fundador fou Lakshmana (àlies Rao Lakha) fill petit del governant de Shakambari de la primera meitat del segle x, Vakpatiraja I (vers 917-944). El seu germà Simharaja va succeir al seu pare al govern de Shakambhari. Els governants posteriors van lluitar contra els regnes veïns dels Paramares de Malwa, els Chalukya de Gujarat, els gaznèvides, i fins i tot els Chahamanes de Shakambhari. El rei Paramara Bhoja va envair el regne Chahamana vers 1040 i probablement va ocupar la capital Shakambhari per un període breu però un membre de la dinastia (Chamundaraja) va restaurar el poder Chahamana allí, possiblement amb l'ajuda dels Chahamanes de Naddula. El darrer governant, Jayatasimha, fou probablement derrotat per Qutb al-Din Àybak el 1197.

## Llista de governants
La següent és una llista dels governants Chahamanes de Naddula, amb període aproximat de regnat tal com ha estat calculat per R. B. Singh:
- Lakshmana (vers 950-982), àlies Rao Lakha o Lakhana
- Shobhita (vers 982-986 CE)
- Baliraja (vers 986-990 CE)
- Vigrahapala (vers 990-994 CE)
- Mahindra (vers 994-1015 CE), àlies Mahindu o Mahendra
- Ashvapala (vers 1015-1019)
- Ahila (vers 1019-1024)
- Anahilla (vers 1024-1055)
- Balaprasada (vers 1055-1070)
- Jendraraja (vers 1070-1080)
- Prithvipala (vers 1080-1090)
- Jojalladeva (vers 1090-1110)
- Asharaja (vers 1110-1119), àlies Ashvaraja
- Ratnapala (vers 1119-1132)
- Rayapala (vers 1132-1145)
- Katukaraja (vers 1145-1148)
- Alhanadeva (vers 1148-1163)
- Kelhanadeva (vers 1163-1193)
- Jayatasimha (vers 1193-1197)